# Spoorlijn 28
Spoorlijn 28 is een Belgische spoorlijn die station Schaarbeek met station Brussel-Zuid verbindt. De lijn is 8,9 km lang en vormt een westelijk ringspoor rond de stad Brussel.

## Geschiedenis
Oorspronkelijk had de lijn het nummer 91 en werd de spoorlijnnummer 28 gebruikt voor de spoorverbinding Leuven - Aarschot in het verlengde van spoorlijn 29, Aarschot - Herentals - Tilburg.
Oorspronkelijk waren er de tussenstations Kuregem, West (ook goederenstation), Koekelberg, Pannenhuis en Laken. Koekelberg werd in de twintigste eeuw opgeheven maar opnieuw in 1983 herbouwd en geopend onder de naam Simonis. De halte Laken werd vervangen door de halte Bockstael. De lijn werd in 1984 gesloten voor reizigersverkeer. Een aantal van de gesloten stations bleven wel bediend door de Brusselse metro (lijnen 1A/1B), die deels parallel loopt aan spoorlijn 28.
In december 2009 werd de spoorlijn terug in gebruik genomen voor reizigersvervoer in het kader van het Gewestelijk ExpresNet, het nieuwe voorstadsnet rond Brussel; Er rijdt een trein per uur en alleen van en naar Dendermonde (treindienst S10). Eerst werden enkel de stations Brussel-West en Simonis heropend. Op 13 december 2015 werd ook Station Thurn en Taxis, de vroegere halte Pannenhuis, heropend.

## Treindiensten

### Gewestelijk Expresnet
Op het traject rijdt het Gewestelijk Expresnet de volgende routes:
| Serie | Treinsoort | Route                                             | Bijzonderheden                                   |
| ----- | ---------- | ------------------------------------------------- | ------------------------------------------------ |
| S 10  | GEN (NMBS) | Dendermonde – Brussel-West – Brussel-Zuid – Aalst | Tijdens de spits extra ritten Aalst-Brussel-Zuid |

## Aansluitingen
In de volgende plaatsen is of was er een aansluiting op de volgende spoorlijnen:
Schaarbeek
Spoorlijn 25 tussen Brussel-Noord en Antwerpen-Luchtbal
Spoorlijn 26 tussen Schaarbeek en Halle
Spoorlijn 26A tussen Schaarbeek en Y Haren Noord
Spoorlijn 27 tussen Brussel-Noord en Antwerpen-Centraal
Spoorlijn 36 tussen Brussel-Noord en Luik-Guillemins
Spoorlijn 36N tussen Brussel-Noord en Leuven
Spoorlijn 161 tussen Schaarbeek en Namen
Y Zennebrug
Spoorlijn 50 Brussel-Noord en Gent-Sint-Pieters
Y Laken
Spoorlijn 50 Brussel-Noord en Gent-Sint-Pieters
Y Pannenhuis
Spoorlijn 28A tussen Y Pannenhuis en Thurn en Taxis
Brussel-Zuid
Spoorlijn 0 tussen Brussel- Noord en Brussel-Zuid
Spoorlijn 50A tussen Brussel-Zuid en Oostende
Spoorlijn 96 tussen Brussel-Zuid en Quévy-Grens / Feignies-grens(F)
Spoorlijn 96A tussen Brussel-Zuid en Halle
Spoorlijn 96B tussen Brussel-Zuid en Vorst-Rijtuigen
Spoorlijn 96C tussen Brussel-Zuid en Bundel Gent
Spoorlijn 96D tussen Brussel-Zuid en Vorst-Rijtuigen
Spoorlijn 96N tussen Brussel-Zuid en Halle
Spoorlijn 124 Brussel-Zuid en Charleroi-Centraal

## Verbindingssporen
28/1 : Y Bockstael (lijn 50) - Y Pannenhuis (lijn 28)
28/2 : Y Kuregem (lijn 28) - Brussel-Klein-Eiland (lijn 50A)
28/3 : Y Kuregem (lijn 28) - Y Vorst-Oost (lijn 124)

## Verbindingsspoor Infrabel - MIVB
Op deze spoorlijn ligt tussen de stations Simonis en Weststation, ter hoogte van metrostation Beekkant een verbindingsspoor tussen het Infrabel-net, het MIVB-tramnet en het MIVB-metronet. Het tramnet is, vanop het Infrabel-net in zuidelijke richting rechtstreeks te bereiken, het metronet enkel met een Z-beweging. Van de 3 dergelijke verbindingen (ook 2 op spoorlijn 26) wordt deze het minste gebruikt.

## Cyclostrade C223
Anno 2024 wil het Brussels Gewest net naast/op bijna de volledige lengte van de de spoorwegberm cyclostrade (fietssnelweg) C223 (in het noorden CR1) aanleggen.
0,0: Schaarbeek ·
1,5: Koninklijk Station ·
1,9: Laken ·
2,8: Thurn en Taxis ·
4,7: Simonis ·
5,9: Brussel-West ·
7,7: Kuregem ·
8,9: Brussel-Zuid ·